# Mesoniscus histrianorum
Mesoniscus histrianorum is een pissebed uit de familie Meoniscidae. De wetenschappelijke naam van de soort is voor het eerst geldig gepubliceerd in 1939 door Arcangeli.